# Fernando Miyares
Fernando Miyares Pérez y Bernal, militar español de origen cubano, llamado por algunos autores Fernando Miyares y Gonzáles,  fue el último gobernador y capitán general de Venezuela. 

## Biografía
Nació en Santiago de Cuba el 27 de enero de 1749, hijo del militar español Fernando Miyares Laizaga y de doña Úrsula Pérez Bernal.
Comenzó su carrera militar en el Regimiento de Infantería de La Habana. Se trasladó a España, y en Toledo completó su formación militar. Se le envió a Puerto Rico en 1772 sirviendo allí por 5 años. El primer Capitán general designado para Venezuela, Don Luis Unzaga y Amézaga, quien había sido gobernador de Luisiana durante 6 años, incorpora a Miyares quien llegó a Venezuela en 1778. 
En 1786 fue nombrado como primer Gobernador de la recién creada Provincia de Barinas. San Fernando fue fundada el 28 de febrero de 1788 por orden del Capitán de Infantería de los Reales Ejércitos Fernando Miyares y González, Comandante militar, político y gobernador de la entonces recién formada Provincia de Barinas (1786), y ejecutada por el Teniente Mayor Juan Antonio Rodríguez y Fray Buenaventura de Benaocaz, bajo la denominación de «Villa de San Fernando del Paso Real de Apure».
Más tarde, desde 1799, es nombrado gobernador de la provincia de Maracaibo.

## Capitán General de Venezuela
Sin saber que el 19 de abril de 1810 Vicente Emparan había sido depuesto por el Cabildo de Caracas, el Consejo de Regencia designó a Miyares en su reemplazo como Capitán General de Venezuela el 29 de abril de 1810. Al recibir la notificación oficial de su nuevo cargo, organizó los esfuerzos para defender las provincias leales de las expediciones militares enviadas por la Junta Suprema de Caracas, incluyendo la de Maracaibo con el apoyo de su yerno Ramón Correa –casado con su hija Úrsula–, y la Provincia de Coro y su gobernador Don José Ceballos.  
En 1812, el Capitán de Fragata Domingo de Monteverde llegó a Venezuela al mando de una compañía de infantería de marina, y desobedeciendo la orden de Miyares de mantener una prudente defensa, y organizando las poblaciones en torno a Coro, Monteverde logró aumentar sus fuerzas con gente del país y en una fulgurante campaña militar, afortunada con la entrega de Puerto Cabello, consiguió destruir la Primera República de Venezuela. Monteverde entonces se negó a reconocer la autoridad de Miyares y se estableció como Capitán General de facto de las zonas reconquistadas. Miyares trató de mantener la legalidad a pesar de la cada vez mayor inmersión del conflicto civil en la Guerra a Muerte declarada por Simón Bolívar. Esto le restó poder, limitado a exigir la obediencia a su autoridad de los feroces caudillos realistas como el propio Monteverde o José Tomás Boves. 
Finalmente se embarca hacia España en febrero de 1814 donde se le ofreció el consuelo de la Capitanía General de Guatemala, pero parece que nunca asumió el cargo, que mantuvo José de Bustamante y Guerra. Miyares retornó a Cuba, y murió en su ciudad natal, Santiago de Cuba, el 13 de octubre de 1818. Fue Mariscal de Campo de los Reales Ejércitos, caballero de la Orden de Carlos III y Gran Cruz de la Orden de Isabel la Católica.
| Predecesor: Vicente de Emparan y Orbe | Capitán general de Venezuela 29 de abril de 1810 – 22 de junio de 1812 | Sucesor: Juan Domingo de Monteverde |